# Квалификације за Светско првенство у фудбалу 2014 — КОНКАКАФ
Квалификације за Светско првенство у фудбалу 2014. — КОНКАКАФ су квалификације фудбалских репрезентација Северне—Средње Америке и Кариба (КОНКАКАФ) у којима се 35 земаља такмичи за 3 места на Светско првенство у фудбалу 2014. у Бразилу.

## Систем такмичења
У квалификације у Северна — Средња Америка и Кариби (КОНКАКАФ) учествује 35 земаља, од који се три квалификују директно на светско првенство а једна игра диогравање са екипом из Океаније.
У првом кругу, 10 екипа најниже рангиране према класификацији ФИФА састављају 5 парова који су играли по куп систему, и 5 победника се пласирају у другу рунду.
У другом кругу, 5 победника прве рунде и 19 екипа пласираних од 7-25 места на ФИФИ-ној ранг листи из КОНКАКАФ зоне, сачињавале су 6 група по 4 тима. Играло се двоструком лига систему (свако са сваким две утакмице) и побеници група су се пласирали у трећу рунду.
У трећи круг улазе 6 победника друге рунде и 6 најбољих репрезентација по ФИФИ-ној ранг листи из КОНКАКАФ зоне. 3 групе по 4 репрезентације и игра се по двоструком лига систему (свако са сваким две утакмице). По две најбоље репрезентације улазе у финалну рунду.
У четвртом кругу, 6 репрезентација које су се пласирале из треће рунде формирају финалну групу. Сачињавају једну групу и играју по истом систему као у трећем кругу. Три првопласиране екипе се директво квалификују за Светско првенство а четвртопласирана екипа игра доигравање против екипе Океаније.

## Екипе учеснице
Свих 35 репрезентација је узело учешће у квалификацијама. У зависности од пласмана на ФИФИ-ној ранг листи (пласман је дат у загради) репрезентације почињу квалификације од одређене рунде.
| Почињу од треће рунде · 1. Сједињене Државе (19) · 2. Мексико (27) · 3. Хондурас (38) · 4. Јамајка (48 ) · 5. Костарика (53) · 6. Куба (64) · | Почињу од друге рунде · 7. Панама (68) · 8. Канада (84) · 9. Салвадор (92) · 10. Гренада (94) · 11. Тринидад и Тобаго (95) · 12. Хаити (99) · 13. Антигва и Барбуда (101) · 14. Гвајана (109) · 15. Суринам (114) · 16. Сент Китс и Невис (119) · 17. Гватемала (125) · 18. Доминика (130) · 19. Порторико (131) · 20. Барбадос (137) · 21. Курасао (146) · 22. Сент Винсент и Гренадини (148) · 23. Кајманска Острва (158) · 24. Никарагва (164) · 25. Бермуди (165) · | Почињу од прве рунде · 26. Белизе (166) · 27. Доминиканска Република (166) · 28. Британска Девичанска Острва (177) · 29. Света Луција (182) · 30. Туркс и Кејкос (193) · 31. Бахами (193) · 32. Аруба (199) · 33. Америчка Девичанска Острва (200) · 34. Ангвила (202) · 35. Монтсерата (202) · |

## Први круг
Жребање парова одржано је 26. априла 2011. 
Утакмице су одигране 15. и 17. јула 2011.
| Меч | Репрезентација             | укупан рез.      | Репрезентација              | 1. утак. | 2. утак.   |
| --- | -------------------------- | ---------------- | --------------------------- | -------- | ---------- |
| 1   | Монсерат                   | 3 - 8            | Белизе                      | 2-5      | 1-3        |
| 2   | Ангвила                    | 0 - 6            | Доминиканска Република      | 0-2      | 0-4        |
| 3   | Америчка Девичанска Острва | 4 - 1            | Британска Девичанска Острва | 2-0      | 2-1        |
| 4   | Аруба                      | 6 - 6 (4-5 пен.) | Света Луција                | 4-2      | 2-4(прод.) |
| 5   | Туркс и Кејкос             | 0 - 10           | Бахами                      | 0-4      | 0-6        |

## Други круг
У другом кругу, 5 победника прве рунде и 19 екипа пласираних од 7-25 места на ФИФИ-ној ранг листи из КОНКАКАФ зоне, сачињавале су 6 група по 4 тима. Играло се двоструком лига систему (свако са сваким две утакмице) и побеници група су се пласирали у трећу рунду.
Утакмице су биле на програму током септембра, октобра и новембра 2011.

### Група А
| Група А                | Кајманска Острва | Доминиканска Република | Салвадор | Суринам |
| ---------------------- | ---------------- | ---------------------- | -------- | ------- |
| Кајманска Острва       | -                | 1:1                    | 1:4      | 0:1     |
| Доминиканска Република | 4:0              | -                      | 1:2      | 1:1     |
| Салвадор               | 4:0              | 3:2                    | -        | 4:0     |
| Суринам                | 1:0              | 1:3                    | 1:3      | -       |

| Репрезентација         | ИГ | П | Н | И | ГД | ГП | ГР  | Б  |
| ---------------------- | -- | - | - | - | -- | -- | --- | -- |
| Салвадор               | 6  | 6 | 0 | 0 | 20 | 5  | +15 | 18 |
| Доминиканска Република | 6  | 2 | 2 | 2 | 12 | 8  | +4  | 8  |
| Суринам                | 6  | 2 | 1 | 3 | 5  | 11 | -6  | 7  |
| Кајманска Острва       | 6  | 0 | 1 | 5 | 2  | 15 | -13 | 1  |

### Група Б
| Група Б           | Барбадос | Бермуди | Гваделуп | Тринидад и Тобаго |
| ----------------- | -------- | ------- | -------- | ----------------- |
| Барбадос          | -        | 1:2     | 0:2      | 0:2               |
| Бермуди           | 2:0      | -       | 1:1      | 2:1               |
| Гвајана           | 2:0      | 2:1     | -        | 2:1               |
| Тринидад и Тобаго | 4:0      | 3:0     | 1:0      | -                 |

| Репрезентација    | ИГ | П | Н | И | ГД | ГП | ГР  | Б  |
| ----------------- | -- | - | - | - | -- | -- | --- | -- |
| Гвајана           | 6  | 4 | 1 | 1 | 9  | 6  | +3  | 13 |
| Тринидад и Тобаго | 6  | 4 | 0 | 2 | 12 | 4  | +8  | 12 |
| Бермуди           | 6  | 3 | 1 | 2 | 8  | 7  | +1  | 10 |
| Барбадос          | 6  | 0 | 0 | 6 | 2  | 14 | -12 | 0  |

### Група Ц
| Група Ц   | Доминиканска Република | Никарагва | Панама |
| --------- | ---------------------- | --------- | ------ |
| Доминика  | -                      | 0:2       | 0:5    |
| Никарагва | 1:0                    | -         | 1:2    |
| Панама    | 3:0                    | 5:1       | -      |

| Репрезентација | ИГ | П | Н | И | ГД | ГП | ГР  | Б  |
| -------------- | -- | - | - | - | -- | -- | --- | -- |
| Панама         | 4  | 4 | 0 | 0 | 15 | 2  | +13 | 12 |
| Никарагва      | 4  | 2 | 0 | 2 | 5  | 7  | -2  | 6  |
| Доминика       | 4  | 0 | 0 | 4 | 0  | 11 | -11 | 0  |

- Бахами су се повукли са турнира и нису замењени другом репрезентацијом

### Група Д
| Група Д           | Канада | Порторико | Сент Китс и Невис | Света Луција |
| ----------------- | ------ | --------- | ----------------- | ------------ |
| Канада            | -      | 0:0       | 4:0               | 4:1          |
| Порторико         | 0:3    | -         | 1:1               | 3:0          |
| Сент Китс и Невис | 0:0    | 0:0       | -                 | 1:1          |
| Света Луција      | 0:7    | 0:4       | 2:4               | -            |

| Репрезентација    | ИГ | П | Н | И | ГД | ГП | ГР  | Б  |
| ----------------- | -- | - | - | - | -- | -- | --- | -- |
| Канада            | 6  | 4 | 2 | 0 | 18 | 1  | +17 | 14 |
| Порторико         | 6  | 2 | 3 | 1 | 8  | 4  | +4  | 9  |
| Сент Китс и Невис | 6  | 1 | 4 | 1 | 6  | 8  | -2  | 7  |
| Света Луција      | 6  | 0 | 1 | 5 | 4  | 23 | -19 | 1  |

### Група Е
| Група Е                  | Белизе | Гренада | Гватемала | Сент Винсент и Гренадини |
| ------------------------ | ------ | ------- | --------- | ------------------------ |
| Белизе                   | -      | 1:4     | 1:2       | 1:1                      |
| Гренада                  | 0:3    | -       | 1:4       | 1:1                      |
| Гватемала                | 3:1    | 3:0     | -         | 4:0                      |
| Сент Винсент и Гренадини | 0:2    | 2:1     | 0:3       | -                        |

| Репрезентација           | ИГ | П | Н | И | ГД | ГП | ГР | Б  |
| ------------------------ | -- | - | - | - | -- | -- | -- | -- |
| Гватемала                | 6  | 4 | 1 | 1 | 9  | 6  | +3 | 13 |
| Белизе                   | 6  | 2 | 1 | 3 | 9  | 10 | -1 | 7  |
| Сент Винсент и Гренадини | 6  | 1 | 2 | 3 | 4  | 12 | -8 | 5  |
| Гренада                  | 6  | 1 | 1 | 4 | 7  | 14 | -7 | 4  |

### Група Ф
| Група Ф                    | Антигва и Барбуда | Курасао | Хаити | Америчка Девичанска Острва |
| -------------------------- | ----------------- | ------- | ----- | -------------------------- |
| Антигва и Барбуда          | -                 | 5:2     | 1:0   | 10:0                       |
| Курасао                    | 0:3               | -       | 2:4   | 6:1                        |
| Хаити                      | 2:1               | 2:2     | -     | 6:0                        |
| Америчка Девичанска Острва | 1:8               | 0:3     | 0:7   | -                          |

| Репрезентација             | ИГ | П | Н | И | ГД | ГП | ГР  | Б  |
| -------------------------- | -- | - | - | - | -- | -- | --- | -- |
| Антигва и Барбуда          | 6  | 5 | 0 | 1 | 28 | 5  | +23 | 15 |
| Белизе                     | 6  | 4 | 1 | 1 | 21 | 6  | +15 | 13 |
| Курасао                    | 6  | 2 | 1 | 3 | 15 | 15 | 0   | 7  |
| Америчка Девичанска Острва | 6  | 0 | 0 | 6 | 2  | 40 | -38 | 0  |

## Трећи круг
У трећи круг улазе 6 победника друге рунде и 6 најбољих репрезентација по ФИФИ-ној ранг листи из КОНКАКАФ зоне. 3 групе по 4 репрезентације и игра се по двоструком лига систему (свако са сваким две утакмице). По две најбоље репрезентације улазе у финалну рунду.
Утакмице су биле на програму од јуна до октобра 2012.

### Група А
| Група А           | Антигва и Барбуда | Гваделуп | Јамајка | Сједињене Америчке Државе |
| ----------------- | ----------------- | -------- | ------- | ------------------------- |
| Антигва и Барбуда | -                 | 0:1      | 0:0     | 1:2                       |
| Гватемала         | 3:1               | -        | 2:1     | 1:1                       |
| Јамајка           | 4:1               | 2:1      | -       | 2:1                       |
| Сједињене Државе  | 3:1               | 3:1      | 1:0     | -                         |

| Репрезентација    | ИГ | П | Н | И | ГД | ГП | ГР | Б  |
| ----------------- | -- | - | - | - | -- | -- | -- | -- |
| Сједињене Државе  | 6  | 4 | 1 | 1 | 11 | 6  | +5 | 13 |
| Јамајка           | 6  | 3 | 1 | 2 | 9  | 6  | +3 | 10 |
| Гватемала         | 6  | 3 | 1 | 2 | 9  | 8  | +1 | 10 |
| Антигва и Барбуда | 6  | 0 | 1 | 5 | 4  | 13 | -9 | 1  |

### Група Б
| Група Б   | Костарика | Салвадор | Гвајана | Мексико |
| --------- | --------- | -------- | ------- | ------- |
| Костарика | -         | 2:2      | 7:0     | 0:2     |
| Салвадор  | 0:1       | -        | 2:2     | 1:2     |
| Гвајана   | 0:4       | 2:3      | -       | 0:5     |
| Мексико   | 1:0       | 2:0      | 3:1     | -       |

| Репрезентација | ИГ | П | Н | И | ГД | ГП | ГР  | Б  |
| -------------- | -- | - | - | - | -- | -- | --- | -- |
| Мексико        | 6  | 6 | 0 | 0 | 15 | 2  | +13 | 18 |
| Костарика      | 6  | 3 | 1 | 2 | 14 | 5  | +9  | 10 |
| Салвадор       | 6  | 1 | 2 | 3 | 8  | 11 | -3  | 5  |
| Гвајана        | 6  | 0 | 1 | 5 | 5  | 24 | -19 | 1  |

### Група Ц
| Група Ц  | Канада | Куба | Хондурас | Панама |
| -------- | ------ | ---- | -------- | ------ |
| Канада   | -      | 3:0  | 0:0      | 1:0    |
| Куба     | 0:1    | -    | 0:3      | 1:1    |
| Хондурас | 8:1    | 1:0  | -        | 0:2    |
| Панама   | 2:0    | 1:0  | 0:0      | -      |

| Репрезентација | ИГ | П | Н | И | ГД | ГП | ГР | Б  |
| -------------- | -- | - | - | - | -- | -- | -- | -- |
| Хондурас       | 6  | 3 | 2 | 1 | 12 | 3  | +9 | 11 |
| Панама         | 6  | 3 | 2 | 1 | 6  | 2  | +4 | 11 |
| Канада         | 6  | 3 | 1 | 2 | 6  | 10 | -4 | 10 |
| Куба           | 6  | 0 | 1 | 5 | 1  | 10 | -9 | 1  |

## Четврти круг
У четвртом кругу, 6 репрезентација које су се пласирале из треће рунде формирају финалну групу. Сачињавају једну групу и играју по истом систему као у трећем кругу. Три првопласиране екипе се директво квалификују за Светско првенство а четвртопласирана екипа игра доигравање против екипе Океаније.
Уколико су репрезентације изједначене по броју бодова, најпре се гледа гол разлика, па већи број постигнутих голова и на крају се гледа коефицијент.
|                  | Костарика | Хондурас | Јамајка | Мексико | Панама | Сједињене Америчке Државе |
| ---------------- | --------- | -------- | ------- | ------- | ------ | ------------------------- |
| Костарика        | -         | 1:0      | 2:0     | 2:1     | 2:0    | 3:1                       |
| Хондурас         | 1:0       | -        | 2:0     | 2:2     | 2:2    | 2:1                       |
| Јамајка          | 1:1       | 2:2      | -       | 0:1     | 1:1    | 1:2                       |
| Мексико          | 0:0       | 1:2      | 0:0     | -       | 2:1    | 0:0                       |
| Панама           | 2:2       | 2:0      | 0:0     | 0:0     | -      | 2:3                       |
| Сједињене Државе | 1:0       | 1:0      | 2:0     | 2:0     | 2:0    | -                         |

| Репрезентација   | ИГ | П | Н | И | ГД | ГП | ГР | Б  |
| ---------------- | -- | - | - | - | -- | -- | -- | -- |
| Сједињене Државе | 10 | 7 | 1 | 2 | 15 | 8  | +7 | 22 |
| Костарика        | 10 | 5 | 3 | 2 | 13 | 7  | +6 | 18 |
| Хондурас         | 10 | 4 | 3 | 3 | 13 | 12 | +1 | 15 |
| Мексико          | 10 | 2 | 5 | 3 | 7  | 9  | -2 | 11 |
| Панама           | 10 | 1 | 5 | 4 | 10 | 14 | -4 | 8  |
| Јамајка          | 10 | 0 | 5 | 5 | 5  | 13 | -8 | 5  |

## Бараж против репрезентације ОФК-а
Четвртопласирана репрезентација КОНКАФ-а је одиграла меч са првопласираном репрезентацијом ОФК-а. Утакмице су се одиграле 13 и 20. новембра 2014.. Мексико је кроз две остварене победе обезбедио учешће на Светском првенству 2014.
| Репрезентација | укупан рез. | Репрезентација | 1. утак. | 2. утак. |
| -------------- | ----------- | -------------- | -------- | -------- |
| Мексико        | 9—3         | Нови Зеланд    | 5—1      | 4—2      |